# María Isabel Pansa
María Isabel Pansa (nacida en 1961) es una militar, licenciada en sistemas y psicóloga argentina que se convirtió en la primera mujer en ascender en vida el grado de general de brigada del Ejército Argentino.

## Masculino genérico y femenino
En Argentina no hay unanimidad en el uso del género femenino o del masculino genérico cuando se trata de designar a una mujer que ostenta los grados de coronel y general, o las funciones de edecán. En algunos casos se utiliza la expresión «la generala», «la coronela» y «la edecana», mientras que en otros casos se utiliza la expresión «la general», «la coronel» o «la edecán». En el primer sentido se encuentran los casos de la coronel Juana Azurduy ascendida a «general» post mortem en 2009, y de la Virgen de la Merced, designada como «generala» por Manuel Belgrano en 1812. En el segundo sentido se encuentra el caso de María Isabel Pansa ascendida al grado de general de brigada, del sistema de cómputo de datos, debido a que ella es especialista en Informática y perteneciente al cuerpo de profesionales del Ejército.
La prensa por su parte a veces utiliza la fórmula la «generala», y en otras ocasiones utiliza la expresión «la general».

## Biografía
María Isabel Pansa ingresó al Ejército en 1982, mientras el país atravesaba la Guerra de las Malvinas. Es licenciada en Sistemas graduada en la Universidad de Belgrano.
Fue designada en 2007 por el presidente Néstor Kirchner para desempeñarse como edecana de la presidenta de la Nación Cristina Fernández de Kirchner a partir del 10 de diciembre de ese año, cuando tenía el grado de teniente coronel. Junto a la capitán de corbeta Claudia Fenocchio y la vicecomodoro Silvana Carrascosa fueron las tres primeras mujeres en ocupar esa función en la historia argentina.
El 30 de diciembre de 2008 fue ascendida al grado de coronel por Decreto 2297/2008 de la Presidenta de la Nación. En 2012 se recibió de psicóloga graduándose en la Universidad de la Marina Mercante.
El 30 de julio de 2015 la presidenta Cristina Fernández de Kirchner propuso su ascenso al grado de general de brigada, vulnerando la normativa vigente que no prevé ese grado para oficiales de esa especialidad. El Senado de la Nación acordó por unanimidad con la propuesta el 7 de octubre de 2015. El 14 de octubre de 2015 Pansa fue finalmente ascendida al grado de general de brigada mediante Decreto 2161/2015 de la presidenta Cristina Fernández de Kirchner, con vigencia retroactiva al 31 de diciembre de 2014.

## Reemplazo
El 5 de febrero de 2016, se oficializó por decreto el relevo de la general del sistema de cómputo de datos María Isabel Pansa del cargo de edecán militar presidencial con fecha del 9 de diciembre de 2015. El cargo quedó en manos del teniente coronel Santiago Ignacio Ibáñez.
En febrero de 2016, Pansa fue designada como Subjefa VII de Investigación y desarrollo tecnológico del Estado Mayor Conjunto.